# 佐志能神社 (笠間市)
佐志能神社（さしのうじんじゃ）は、茨城県笠間市笠間にある、佐白山の「笠間城跡」に鎮座する神社。延喜式神名帳の佐志能神社（常陸国新治郡。小社）の論社である。旧社格は村社。
東日本大震災による被害のため、佐志能神社を含む笠間城天守曲輪跡は、笠間市の公式ページでは立入禁止区域になっているが、実質的には立ち入り可能となっている。ただし、2019年10月の台風19号による倒木のため、千人溜まり駐車場は立ち入りも駐車もできない。

## 概要
佐白山の山頂（182.1メートル）にある笠間市指定有形文化財「笠間城跡」の天守曲輪跡に鎮座する。笠間県立自然公園の一部（城跡公園）である。中近世の城址であるとともに景勝地であり、「笠間稲荷と佐白山」として「茨城百景」および「いばらき森林浴の道100選」の一部に選定されている。
佐白山は「三白山」「佐城山」「佐志能山」とも表記し、城址であることから「お城山」という通称もある。常陸国風土記には、新治郡と那賀郡の郡境に位置する「大山」として描かれている（新編常陸国誌）。佐白山の由来については次のような説がある。
- 佐白山正福寺の伝承では、山の神使が「白馬、白鹿、白雉」[4]（笠間市の説明では「白い雉、白い鹿、白い狐」[5]）であることから「三白」の山名が生まれたとしている。

- 『新編常陸国誌』は、『新撰姓氏録』の「佐自怒公、豊城入彦命四世孫大荒田別命之後也、又云、佐代公、豊城入彦命之後也、敏達天皇行幸吉野川瀬之時、依有勇事負賜佐代公」の解釈として、「勇、古には伊曾志と云、中古以来伊佐乎志とす、転訛なり、さて伊曾志あるを以て、曾志乃に公と云へる姓をたまへるなり、曾と佐と通ず、依て佐志能となれり、乃と呂と通ずる故に、或佐自怒とし、或は佐代に作れるなり」とし、「佐代公」は「（伊）曾志乃公」の意であるとしている。「曾志乃」の「曾」が「佐」に転訛して「佐志能」となり、さらに「乃」が「呂」に転訛して「佐代（佐志呂）」になったという。佐白山についても、延喜式神名帳の佐志能神社が佐白山に鎮座していたという前提の下、平安時代には「佐志能山」と呼ばれていたが、「能」が「呂」に転訛したとしている。なお、「中世佐白に作る（天文永禄棟札）、近世三白と作るは、浮図の所為なり」とし、近世に「三白山」と表記されたのは佐白山正福寺の伝承の影響としている。

佐白山の山頂は、旧本丸の平場から急峻な岩場を登った先にあり、これを別に「阿武山」という。かつての佐白山の社には、山名または山頂の通称を冠して「三白権現」や「阿武権現」という別名もあった。
佐白山では、中世以後、「百字の坊舎」の乱立、笠間城の築城、宇都宮明神の勧請といった重大な変化がしばしば起こった。現在の佐志能神社は、元は阿武山に鎮座していたが、笠間城築城のために西麓の下市毛村に降ろされ、明治維新後に旧地に復したとされている。そのため鎌倉時代から江戸時代末にかけては、佐白山の沿革からは離れていた。一方、中近世の笠間城に関する資料には「三社大明神」「三所大明神」「六所権現」「佐白三社」「佐白山三所大明神」といった社名が登場する。これらと現在の佐志能神社、式内社の佐志能神社、中近世の佐白山の社寺との関係は複雑なものになっている。

## 祭神
主神
豊城入彦命
建御雷之神
大国主神
合祀
八幡神社（品陀和気命）
城山稲荷神社（宇迦之御魂命）
伊都岐島神社（市杵志比賣命）
軻遇突智神社（迦具土神）
出世稲荷神社（宇迦之御魂神）
- 主神三座の神名は、明治5年（1873年）、佐白山の頂上に遷座した際、改めて定められた。

- 明治6年（1874年）、八幡神社（品陀和気命）、城山稲荷神社（宇迦之御魂命）、伊都伎島神社（市杵志比賣命）、軻遇突智神社（迦具土神）、出世稲荷神社（宇迦之御魂命）の5社を合併した。

### 祭礼
例祭は11月16日である。その他、2月15日の祈年祭、4月22日の臨時祭がある。
佐志能神社は笠間稲荷神社の兼務社となっており、年間行事は笠間稲荷神社のウェブサイトに掲載されている。

### 境内社
神明社、鹿島神社、八坂神社、熊野神社、伊都伎島神社の5社がある。

## 由緒

### 式内佐志能神社
佐志能神社は、続日本後紀の巻六、承和4年3月戊子25日（837年）の記述に「常陸國新治郡佐志能神。眞壁郡大國玉神。並預官社。以比年特有靈驗也」とあり、「佐志能神」として「大国玉神」（桜川市）とともに官社に預かった。さらに延長5年（927年）、延喜式神名帳に常陸国の新治郡大一座小二座のうち小社「佐志能神社」として記載された。
現在、式内佐志能神社の論社には笠間市笠間の佐志能神社、石岡市柿岡の佐志能神社、石岡市染谷の佐志能神社、石岡市村上の佐志能神社の4社がある。石岡市内の3社は往古の新治郡ではなく、茨城郡に属することから、比定社としては古くから笠間が有力とされてきた。ちなみに、石岡市柿岡の佐志能神社は豊城入彦命の奥津城（墳墓）との伝承がある「丸山古墳」に鎮座している。丸山古墳は近世の発掘調査によって古墳時代前期という古い築造であることが判明した経緯を持つ。文献上の証拠はないが、豊城入彦命の伝承とともにある神社である。石岡市染谷および村上の佐志能神社は国史見在社（日本三代実録の村上神）で、式内佐志能神社と並ぶ古社であり、近世は龍神宮とも呼ばれていた。

### 笠間城築城以前の佐白山
伝承によれば、白雉年間（650-654年）の佐白山には祠宇と伽藍があった。
- 白雉年間（650-654年）、佐白山に祀られていた稲荷社が胡桃樹下に遷座し、胡桃下稲荷（笠間稲荷神社）になったという伝承を取材した資料がある（笠間便覧）。ただし笠間稲荷神社の社伝では、創祀は白雉2年（651年）とあるが、佐白山を起源とはしていない。

- 佐白山正福寺の開基は、白雉2年（651年）と伝えられている。当時は三白山三白寺という称で、山頂に伽藍があったという[4]。

### 笠間城の築城
鎌倉時代の初期、佐白山には「百字の坊舎」があり、徳蔵村（現・東茨城郡城里町徳蔵）の布引山の三百坊と敵対し、合戦に及んでいた。山道入口には坊舎の争いに使われたという「大黒石」が残っている。元久2年（1205年）、佐白勢は宇都宮頼綱に援軍を請い、宇都宮時朝の発向を得て布引勢を討伐したが、結局双方が破却された。建保3年（1216年）、笠間を領有した宇都宮時朝は、祖国から宇都宮明神（宇都宮二荒山神社）を勧請した。この宇都宮明神の勧請は、現在の佐白山西麓に鎮座する三所神社の由緒に属している（後述）。さらに承久元年（1219年）から嘉禎元年（1235年）にかけて笠間城を築城し、笠間氏を名乗った。
この笠間時朝による笠間領有と笠間城築城をきっかけに、佐白山から佐志能神社と城山稲荷神社が下ろされた。
- 佐志能神社は、山頂の阿武山に鎮座していたが、下市毛村に下ろされた。笠間城記に「阿武山（笠間城殿主峯の山なり）に其社ありしを、宇都宮氏笠間を領せし時、今地に遷せり」とあり、茨城県神社写真帳に「宇都宮長門守時朝此處（佐志能山）に城塁を構く、依て祠を同郡下市毛黒袴へ遷し以て鎮守となす」とある。「黒袴」は神像名の「黒袴権現」の意である。この下市毛村の旧址は、笠間市笠間（稲荷町）の「近森稲荷神社」であり、近世の地名は「下市毛村字田宿[9]」だったという。なお、現在の笠間市に田宿や黒袴といった地名は残っていない。

- 城山稲荷神社（城山出世稲荷神社）[10]は、佐白山に鎮座していたが、元久年間（1205-1206年）に山麓に下ろされた（境内由緒書）。元和7年（1621年）、新町（町名）形成により横小路の北に遷座し、正保年中（1645-1648年）から元禄年中（1688-1703年）にかけては井上正利が笠間城内に奉斎して守護神としたが、井上正任の代に転封となったため現地の笠間稲荷神社の北東に再遷座した。

このような整理が行われたにもかかわらず、建長年間（1249-1255年）、佐白山には依然として「阿武宮、𠮭路破瘕魔明神、八幡宮、稲荷社、弁天社、小聖明神」の6祠があったという（笠間便覧）。

### 中近世の笠間城
中近世の笠間城の記録には様々な社名が登場する。
- 文明9年8月（1477年）、笠間綱久が「佐白三社」「佐白三所大明神」を再造したという棟札がある（三所大明神縁起、笠間城記）。他に天文（1532-1555年）、永禄（1558-1570年）の棟札がある（新編常陸国誌） 。
- 元禄10年（1698年）、本庄宗資が「三社大明神」の社殿を再建した（三所大明神縁起、笠間便覧）。
- 元禄11年（1699年）、佐白山正福寺の社地に「佐白山六社権現」（新編常陸国誌）または「佐白山三所大権現」（大日本地名辞書）が造立された。
- 宝暦5年（1755年）、三社大明神を一宇とし「三所大明神」に改めた（三所大明神縁起、新編常陸国誌）。
- 常陸誌料郡郷考（1860年）は「今笠間城中にあり、三白権現と云ふ」と記した。

新編常陸国誌は佐志能神社を「茨城郡三白山にあり、今三白権現と称す」「祭れる神三座あり、故に三所大明神と称す（文明9年棟札）」とし、これらをすべて同じ社とみなしている。しかし新編常陸国誌が根拠とする「文明9年棟札」は、三所大明神縁起によれば三所神社の由緒に属するため、少なくとも「佐白三社」「三社大明神」「（佐白）三所大明神」は三所神社の古称であって、佐志能神社を指すものではない。天文永禄の棟札については、現在これを由緒としている社寺は不明である。
郡郷考がいう「三白権現」は、「笠間城中にあり」ということから下市毛村の佐志能神社は適さず、西麓の三所大明神、正福寺境内の六社権現またはその他の社のいずれかを指すものと考えられる。

#### 三所神社
三所神社は、元は貞観元年（859年）に創祀された三穂津姫命（大己貴命の后神）を祀る社であり、ここに宇都宮明神の相殿二座（別説では建御名方命を合わせて三座）が勧請され、笠間城下の鎮守となった。この三座または四座を中央に、右殿に八幡宮として誉田別命を、左殿に天児屋根命を祀る社殿を建立し、「三社大明神」と名付け、笠間城下の鎮守に定めたという。
三社大明神は文明9年（1477年）および元禄10年（1698年）の再建後、宝暦5年（1755年）の修補で一宇に合祀され、鳥居扁額の社名を「三所大明神」と改めた（新編常陸国誌）。明治維新後は村社に列した。現在の祭神は大国主大神、事代主大神、三穂津姫大神、建御名方大神、火之迦具土大神の五柱である。

#### 佐白山正福寺
佐白山の仏寺は、元久年間の正福寺の破却後、ほどなく再興して寶勝坊、秀林坊、座禪坊、松本坊、閼迦井坊、櫻本坊の六坊が立った。しかし五坊は改めて整理され、天正18年（1590年）、宝勝坊を山上に移して観音寺を建立した。当初は勝福寺と号していたが、貞享3年（1686年）に正福寺と改めた。元禄10年（1698年）に伽藍を修補し、翌年の元禄11年（1699年）、「佐白山六社権現」を境内に造営した。明治4、5年（1871-1872年）、伽藍が火難に遭い、難を逃れた尊体が五台山玄勝院に安置されていたが、昭和5年（1930年）、仮本堂を建立して佐白山観世音寺と号した。平成24年（2012年）、佐白山正福寺の旧称に復した。
大日本地名辞書の「佐白山三所大権現」にかかる記述は、明記はないが、語彙や文脈からは新編常陸国誌を参照しているため、「三白権現」や「三所大明神」との混同による誤引用とみられる。六社権現は明治初期の火災の影響か、正福寺境内には現存しないようである。

### 明治以降
明治5年（1873年）、最後の笠間藩主、子爵牧野貞寧公により佐志能神社が旧地に復した。この際、笠間城楼閣の廃材を利用して社殿や築地堀が造営された。
明治6年（1874年）、八幡神社（品陀和気命）、城山稲荷神社（宇迦之御魂命）、伊都伎島神社（市杵志比賣命）、軻遇突智神社（迦具土神）、出世稲荷神社（宇迦之御魂命）の五社を合併し、村社に列した。
平成23年（2011年）、東日本大震災により被害を受けた。

## 祭神について
現在の祭神は、特選神名牒に「茨城県神社録に大国玉命豊城入彦命健御雷之男命と云るは三所明神の名によれるなるべく」とあり、「三所大明神」の異称が根拠になった。一方、笠間便覧のように「佐白山の頂上に在り、即ち旧城天守閣の跡にして、阿武権現、𠮭路破瘕魔明神の二神を祀る、阿武権現は俗に阿武の尉と云ふ、共に雷神なり」とし、祭神を三座ではなく「阿武権現」と「𠮭路破瘕魔明神」の二座とする資料もある。二座は雷神であり、阿武権現には「阿武の尉」という別名もあったという。新編常陸国誌にも「阿武黒袴」は阿武山に祀られていたとあるため、いずれにしても、この二神は往古から佐白山の別格の神であったと考えられる。
新編常陸国誌は、佐志能神社の祭神を「阿武権現」「黒袴権現」「小聖権現」の三座とし、神名は僧侶の管理下にあった歴史の中で失われたとしている。三座の本来の鎮座地と名称の意義については、次のような注釈を付している。
- 「阿武権現」は、「阿武黒袴はもと山の絶頂阿武山にあり、今の殿主のある所なり、阿武は嶽の義にて絶頂あるを以て名とせり」とあり、元は阿武山に鎮座していた。「阿武」は「嶽」（たけ）の意であるという。
- 「黒袴権現」は、阿武権現と同じく阿武山に鎮座していた。「黒袴は思ふに神体着る所の袴黒色なりしの名にや、詳ならず」とあり、名義は不詳であるが、神体の神衣が黒色であったためという推察を付している。
- 「小聖権現」は、「古聖は山中の宍崎と云ふ所にあり、名義詳ならず」とあり、二神とは異なり元は宍崎に鎮座していた。名義は不詳である。宍崎は笠間城の三櫓の一つ「宍ケ崎櫓」に見える地名で、八幡宮に通じる「八幡櫓」という櫓もあった。

主神は、青山延于の説を引いて、佐代公の祖神である豊城入彦命ではないかとしている。補筆部分に、新撰姓氏録に「茨木造、豊城入彦命之後也」とあることから、上毛野下毛野の豊城入彦命を祖神とする氏人の移住によって「茨城」という地名が生じたとする。また「佐自怒公、豊城入彦命四世孫大荒田別命之後也、又云、佐代公、豊城入彦命之後也」とあり、佐自怒公と佐代公は茨木造と同祖であることから、茨城郡にはその氏人もいたと考えられ、彼らが新治茨城の郡界に位置する佐白山に、祖神を祀る佐志能神社を創祀したとしている。配祀二座は、崇神天皇と豊城入彦命四世孫の大荒田和気命ではないかとしている。
式内佐志能神社の祭神を豊城入彦命とする説は広く伝播し、現在の論社4社はすべて主神としている。なお、豊城入彦命は宇都宮氏の祖神でもあり、現在の宇都宮明神（宇都宮二荒山神社）の主神だが、宇都宮時朝が笠間に勧請した神は相殿の二座（大己貴命、事代主命）だった。時朝は宇都宮氏の祖神としての豊城入彦命ではなく、藤原氏の祖神としての天児屋根命を祀ったという。